# Chantelle Newbery
Chantelle Newbery (* 6. Mai 1977 in Melbourne als Chantelle Michell) ist eine ehemalige australische Wasserspringerin. Sie gewann 2004 die olympische Goldmedaille im Turmspringen.
Ihren ersten internationalen Auftritt hatte sie bei den Schwimmweltmeisterschaften 1998 in Perth. Als Lokalmatadorin gewann sie die Bronzemedaille vom 3-m-Brett, eine von zwei Medaillen im Wasserspringen für die australische Mannschaft. Auch die Olympischen Spiele 2000 in Sydney wurden in ihrer Heimat ausgetragen. Zusammen mit Loudy Tourky belegte sie im Synchronspringen vom 3-m-Brett den vierten Platz. Im Einzelwettbewerb vom Brett wurde sie Siebte.
Nach den Olympischen Spielen heiratete sie ihren Mannschaftskameraden Robert Newbery, 2002 wurde ihr erster Sohn geboren. Bei den Olympischen Spielen 2004 in Athen war Chantelle Newbery wieder dabei. Im Synchronspringen vom Brett gewann sie zusammen mit Irina Laschko die Bronzemedaille. Eine Sensation gelang ihr im Turmspringen mit dem Gewinn der Goldmedaille; es war die einzige Einzelgoldmedaille, die 2004 nicht an die chinesische Mannschaft ging. Bei den Schwimmweltmeisterschaften 2005 in Montreal gewann sie im Synchronspringen vom Turm Silber zusammen mit Loudy Tourky. Im Einzelwettbewerb wurde sie vom Turm Siebte. 2006 fanden nach den Weltmeisterschaften 1998 und den Olympischen Spielen 2000 mit den Commonwealth Games in Melbourne erneut wichtige Meisterschaften in ihrem Heimatland statt. Zusammen mit Tourky gewann sie das Synchronspringen vom Turm. Im Einzelwettbewerb vom Turm gewann sie Silber hinter Tourky, vom 3-m-Brett unterlag sie der Kanadierin Blythe Hartley und gewann eine weitere Silbermedaille.
Nach den Commonwealth Games legte Chantelle Newbery eine Wettkampfpause ein, Ende 2006 wurde ihr zweiter Sohn geboren. 2008 gab sie ihr internationales Comeback beim vorolympischen Weltcup in Peking, wo sie den siebten Platz vom 3-m-Brett belegte. Bei den Olympischen Spielen 2008 stehen sie und Robert Newbery zum dritten Mal im australischen Aufgebot, zum zweiten Mal als Ehepaar. Sie belegte dort Rang 14 vom 3-m-Brett.
Nach den Spielen 2008 beendete sie ihre aktive Karriere endgültig.